# 𝼞
Cette page contient des caractères spéciaux ou non latins. S’ils s’affichent mal (▯, ?, etc.), consultez la page d’aide Unicode.
𝼞, appelé s bouclé, est un symbole phonétique utilisé dans certaines variantes non standard de l’alphabet phonétique international. Il s'agit de la lettre S ‹ s › diacritée d’une boucle. Il n’est pas à confondre avec le S sigmoïde ‹ Ꟙ, ꟙ ›.

## Utilisation
Le s bouclé est utilisé par certains auteurs pour représenter une consonne fricative alvéolo-palatale sourde, normalement transcrite [ɕ] dans l’alphabet phonétique international ; le c bouclé ‹ ɕ › étant utilisé par ces auteurs pour représenter une consonne affriquée alvéolo-palatale sourde transcrite [t͡ɕ].

## Représentations informatiques
Le s bouclé peut être représenté avec les caractères Unicode suivants (Latin étendu — G) :
| formes    | représentations | chaînes de caractères | points de code | descriptions                     |
| --------- | --------------- | --------------------- | -------------- | -------------------------------- |
| minuscule | 𝼞               | 𝼞                     | U+1DF1E        | lettre minuscule latine s bouclé |